# Sue Lyon
Sue Lyon, született Suellyn Lyon (Davenport, Iowa, 1946. július 10. – Los Angeles, Kalifornia, 2019. december 26.) Golden Globe-díjas amerikai színésznő.

## Filmjei
Mozifilmek
- Lolita (1962)
- Az iguána éjszakája (The Night of the Iguana) (1964)
- Hét asszony (7 Women) (1966)
- Elég gazember (The Flim-Flam Man) (1967)
- Tony Rome (1967)
- Four Rode Out (1970)
- Evel Knievel (1971)
- Una gota de sangre para morir amando (1973)
- Tarot (1973)
- Crash! (1976)
- End of the World (1977)
- The Astral Factor (1978)
- Towing (1978)
- Alligator (1980)

Tv-filmek
- Arsenic and Old Lace (1969)
- De én nem akarok megnősülni! (But I Don't Want to Get Married!) (1970)
- Smash-Up on Interstate 5 (1976)
- Don't Push, I'll Charge When I'm Ready (1977)

Tv-sorozatok
- Letter to Loretta (1959, egy epizódban)
- Love, American Style (1969, 1974, két epizódban)
- The Virginian (1970, egy epizódban)
- Storefront Lawyers (1971, egy epizódban)
- Night Gallery (1971, egy epizódban)
- Police Story (1978, egy epizódban)
- Fantasy Island (1978, egy epizódban)